# 楊浚 (藏書家)
楊浚（1830年—1890年），字雪滄，號健公，又號冠悔道人，祖籍福建晉江，後遷福建侯官，清代藏書家。曾被左宗棠聘為記室，晚年更於多個書院任教過。

## 生平
楊浚於咸豐二年（1852年）中舉，後於同治四年（1865年）任內閣中書，以及國史館、方略館的校對官。同治五年（1866年）應左宗棠之邀，到福州正誼書局重刊先賢遺書。同治六年（1867年）左宗棠受命欽差大臣，督辦陝甘軍務，被聘為記室的楊浚也隨軍到陝西，直到次年（1868年）隨左宗棠回京。
同治八年（1869年）楊浚來到臺灣遊歷，後來被當時的臺灣鎮總兵楊在元推薦給打算編纂廳志的淡水廳同知陳培桂擔任總纂。楊浚在同治九年（1870年）一月開始《淡水廳志》的編纂工作，歷經九個月完稿，但由於與陳培桂產生摩擦而離職，最後這份稿件並未直接刊行，而是在經過陳培桂編改後出版。此外楊浚在臺灣的期間，還應鄭用錫後代鄭如梁邀請，編纂《北郭園全集》。楊浚曾住在艋舺（今臺北市萬華區），後來聽說福州私宅附近失火，差點波及藏書，遂離臺返回福州。
晚年楊浚致力講學，曾在漳州丹霞書院、丹文書院，廈門紫陽書院，金門浯江書院等書院任教。逝世後，與林則徐等人合祀於西湖宛在堂。

## 著作
楊浚著有《冠悔堂詩文鈔》、《冠悔堂賦鈔》、《冠悔堂駢體文鈔》、《冠悔堂楹語》、《楊雪滄稿本》、《島居錄》、《島居續錄》、《寸截雙雕集》等書。另外有部分詩作被收入連橫《臺灣詩乘》、吳幅員《臺灣詩鈔》等書。